# Трескин, Михаил Львович
Михаил Львович Трескин (1765—1839) — участник 4-х войн и Отечественной войны 1812 года, русский военный полковой и бригадный командир, генерал-майор.

## Биография
Из дворян Кирсановского уезда Тамбовской губернии. Записан каптенармусом в Преображенский лейб-гвардии полк 15 марта 1783 года. В следующем году переведён сержантом в Измайловский лейб-гвардии полк. Выпущен в армию поручиком 1 января 1785 года и зачислен в 6-й Оренбургский полевой батальон.
Участвовал в Русско-турецкой войне 1787—1791 гг. в боях за реку Кубань, при штурме Анапы. За отличие в боях произведён в секунд-майоры. В январе 1797 года переведён в Бутырский мушкетерский полк майором. Принимал участие в Итальянской кампании 1799 года, во время которой был тяжело ранен пулей в правую ногу в битве при Нови. 18 сентября 1799 года награжден орденом Св. Анны II степени. 9 октября 1800 года произведён в подполковники.
Командиром Бутырского полка назначен 1 декабря 1804 года. Вместе с полком участвовал в русско-австро-французской войне 1805 года, где в битве под Аустерлицем опять ранен в правую ногу и взят французами в плен. В феврале 1806 года отпущен из плена. В полк прибыл 23 апреля 1806 года и произведён в чин полковника.
В Русско-турецкой войне 1806—1812 гг. отличился при взятии батарей на острове Четал на Дунае, во время блокады Измаила. Награждён «Золотой шпагой». При штурме Браилова в 1809 году картечью ранен в левое плечо. В сентябре 1809 года назначен шефом Азовского мушкетерского полка и переведён в Финляндию. Полк входил в состав 3-й бригады 6-й пехотной дивизии Финляндского корпуса Ф. Ф. Штейнгеля. Трескин возглавлял эту бригаду с февраля 1810 года по август 1814 года. 
В 1812 году Азовский полк был направлен к Риге для участия в обороне города.
Полковник Трескин принимал участие в Отечественной войне 1812 года в битвах на реке Ушачь, под Чашниками, Борисовым, сражении на Березине и осаде Данцига.
За отличия в сражениях с французами при Батуре, Борисове и Студянке удостоен ордена Святого Георгия 4-го класса (30.12.1813 г., № 2769).

Особо отличился при взятии батарей на острове Вексельмюнде, за что произведён в чин генерал-майора (15.09.1813 г.). После капитуляции Данцига за храбрость при штурме Бабельсбергского бастиона награждён орденом Святого Георгия 3-го класса (28.12.1813 г., № 353) 
В награду за отличное мужество и храбрость, оказанныя в сражении против французских войск 25 октября под Данцигом.
После окончания войны состоял при армии. В отставку вышел 19 марта 1816 года «…за ранами, с мундиром и пенсионом…».